# Hodomys alleni
Hodomys alleni és una espècie de mamífer rosegador de la família dels cricètids. Es tracta de l'única espècie reconeguda del gènere Hodomys, encara que hi ha material fòssil d'aquest gènere que encara no s'ha assignat i que podria representar una espècie diferent. És endèmica de Mèxic. El seu hàbitat natural són els boscos i les zones adjacents cobertes de mesquite. És una espècie en risc mínim, és a dir, no sembla que hi hagi cap amenaça significativa per a la seva supervivència.
L'espècie fou anomenada en honor del zoòleg i ornitòleg estatunidenc Joel Asaph Allen.